# Histri
Histri so bili etnogenetično nepojasnjena enota. Živeli so na področju današnje Istre. Orientirani so bili na pomorsko, ribiško, trgovsko in piratsko dejavnost. Po njih so poimenovali poseben tip ladje.
Histri so se kot plemenska skupnost formirali v okviru pozno bronaste dobe. Nekateri raziskovalci jim pripisujejo ilirsko proreklo, čeprav se to ne more z gotovostjo potrditi. Drugi pa razlagajo, da so bili Histri pleme, podobno Venetom na severu Italije.  Arheološke najdbe pa dokazujejo, da so že pred 5. stoletjem pr. n. št. naselili na širšem področju istrskega polotoka.
Povezani so bili z južnim Jadranom, celinskim Balkanom pa tudi z južno Italijo. Njihova piratska dejavnost je kmalu naletela na grško in rimsko trgovsko ladjevje. Leta 221 pr. n. št. Rimljani krenejo v vojni pohod, kar je privedlo - prek nekaj še drugih kazenskih ekspedicij - do postopne rimske zasedbe. Za nadziranje področja naseljenega s Histri, so leta 181 pr. n. št. Rimljani na severu Jadrana osnovali novo kolonijo Oglej. Histri so poskušali preprečiti gradnjo tega mesta, vendar so jih Rimljani v vojni, ki je potekala med leti 178/177 pr. n. št.  na čelu s Q. Fabijem Buetonom premagali ter jim porušili glavno središče Nezakcij (Nesactium), današnje arheološko najdišče Vizače, pri naselju Valtura, okoli 11 km vzhodno od Pulja.
Histri so imeli tudi določeno vlogo v mitih (v legendi o Argonavtih, Medeji). Na območju severnega Jadrana je treba iskati konec poti, po kateri so s severa tovorili za preprodajo cink in jantar. Na področju na katerem so živeli pa so opazni tudi etruščanski in venetski vplivi, ter enklave naseljencev s pontskega področja.